# The Umbrella Academy
The Umbrella Academy (2019) er en amerikansk TV-serie, hvis første sæson havde premiere på Netflix den 15. februar 2019. Seriens anden sæson udkom på Netflix den 31. Juli 2020. Serien er baseret på Gerard Ways tegneserie-serie af samme navn.  
Serien omhandler syv adopterede søskende, alle med særlige overnaturlige kræfter. De genforenes i seriens første sæson efter deres adoptivfars død.     
I serien medvirker blandt andre Elliot Page, Tom Hopper, David Castañeda, Emmy Raver-Lampman, Robert Sheehan, og Aidan Gallagher.
 Der er for få eller ingen kildehenvisninger i denne artikel, hvilket er et problem. Du kan hjælpe ved at angive troværdige kilder til de påstande, som fremføres i artiklen.